# Trần Độ (nghệ nhân)
Trần Độ (tên khai sinh là Trần Văn Độ, sinh năm 1957) là một nghệ nhân nhân dân người Việt Nam. Ông là nghệ nhân về đồ gốm của làng gốm Bát Tràng, và đồng thời là nghệ nhân nhân dân duy nhất của làng nghề truyền thống này. Trần Độ cũng được vinh danh là một trong những công dân ưu tú của Thủ đô Hà Nội năm 2016.

## Thân thế
Trần Độ sinh năm 1957 với tên khai sinh là Trần Văn Độ (thường gọi là Trần Độ) là hậu duệ thế hệ thứ 18 của dòng họ Trần ở làng gốm Bát Tràng theo nghiệp gốm. Ngay từ năm lên 10 tuổi, ông đã tự mày mò làm ra những đồ vật từ gốm bắt mắt và gây được sự chú ý từ những người thợ lâu năm.

## Sự nghiệp
Năm 1975, Trần Độ vào làm công nhân tại một xí nghiệp gốm sứ Bát Tràng. Sau 2 năm, ông lên đường nhập ngũ, năm 1982, ông trở về công tác tại Xí nghiệp sứ Bát Tràng sau đó là hợp tác xã Ánh Hồng trước khi ông được cử đi 6 tỉnh phía Nam công tác để nghiên cứu về gốm sứ. Năm 1989, ông quyết định mở lò sản xuất các sản phẩm gốm theo đường lối riêng của mình. Ban đầu, Trần Độ làm đồ gốm sinh hoạt nhưng sau đó ông đã mày mò tìm công thức men cổ. ông mất gần 20 năm mới tìm ra bí quyết của nhiều loại men gốm.
Năm 1999, bộ sưu tập 20 sản phẩm của ông trưng bày tại triển lãm ở đền Vua Lê Thái Tổ (Hoàn Kiếm, Hà Nội) đã gây ấn tượng cho các nhà nghiên cứu, văn hóa. Trong Hội nghị cấp cao ASEM-5 tổ chức tại Hà Nội năm 2004, ông được chế tác bình rượu giả cổ triều Lê - Mạc làm quà tặng các đại biểu quốc tế. Năm 2005, lô hàng đặc biệt của ông gồm 219 sản phẩm gốm phục chế nguyên mẫu các cổ vật do Văn phòng Chính phủ đặt hàng đã được Thủ tướng Phan Văn Khải mang sang Mỹ và Canada làm quà tặng các chính khách quốc tế.
Nhân dịp Đại lễ 1000 năm Thăng Long - Hà Nội, linh vật thần Kim Quy khổng lồ là sản phẩm của ông làm đã được đưa từ Bát Tràng về đền Ngọc Sơn để trưng bày. Trần Độ cho biết, ý tưởng này đã được ông dự định ấp ủ trong 10 năm. Trong vòng 6 tháng thực hiện, sản phẩm thần Kim Quy bằng gốm nặng gần 4 tấn được nung ở nhiệt độ 1.300 độ C, với sự phức tạp trong khâu chọn lựa khi gốm được làm từ đất sét và cao lanh ở ba vùng: Chí Linh (Hải Dương), Đông Triều (Quảng Ninh), Phú Thọ; men từ cát các dòng sông: ngã ba Bạch Hạc (Việt Trì, Phú Thọ), sông Hồng, sông Thu Bồn, nước lấy từ sông Hồng và nước biển ngoài đảo Trường Sa. Sau những cuộc trưng bày triển lãm này, bộ sưu tập về các sản phẩm gốm do ông làm sẽ được đưa về trưng bày tại khuôn viên Đại học Tân Tạo ở Long An.
Tác phẩm gốm "Tượng rồng triều Nguyễn" do ông chế tác đã được Chính phủ Việt Nam chọn làm quà tặng cho hai chính khách tham dự Hội nghị Thượng đỉnh Hoa Kỳ - Triều Tiên lần hai tại Hà Nội. Tại Festival Nghề truyền thống vùng miền tại Quảng Nam 2022, Trần Độ đã trao tặng 36 bình gốm sứ Bát Tràng cho Trung tâm Quản lý bảo tồn di sản văn hóa Hội An.
Ông từng tham gia phục hồi pho tượng Phật Bà nghìn mắt nghìn tay chùa Mễ Sở (Hưng Yên); phục dựng chum cổ có niên đại 700 năm ở Đền Gióng (Gia Lâm, Hà Nội) và nhiều cổ vật, hiện vật khác cung tiến cho các di tích như đền Vua Lê, đền Hùng, đền Đô, Văn Miếu - Quốc Tử Giám, cố đô Huế... Đến nay, ông đã truyền nghề cho hơn 200 học viên, trong số đó nhiều người đã trở thành những thợ giỏi, nghệ nhân dân gian, có tay nghề uy tín được công nhận.

## Thành tựu
Với những đóng góp của mình, Trần Độ đã giành Huy chương "Bàn tay vàng" do Liên hiệp hợp tác xã Thủ công nghiệp trung ương tặng năm 1990; Giải thưởng Đôi bàn tay vàng của Hội Mỹ thuật Đông Dương (1999). Giải thưởng Hà Nội vàng do Hội Tiêu chuẩn và Bảo vệ người tiêu dùng cùng Ban tổ chức Hội chợ Doanh nghiệp Việt Nam hướng tới 1000 năm Thăng Long – Hà Nội phong tặng (2002), Giải vàng Ngôi sao Việt Nam (Hội Mỹ thuật Việt Nam). Tính đến năm 2019, Trần Độ là Nghệ nhân nhân dân duy nhất của làng gốm Bát Tràng được vinh danh là "Công dân Thủ đô".

## Nhận định
Những sản phẩm gốm của gia đình ông làm ra nói riêng và làng gốm Bát Tràng nói chung đã trở thành một trong sản phẩm du lịch tiêu biểu của Hà Nội và có mặt ở nhiều quốc gia. Ngoài việc có nhiều đóng góp cho di sản Huế, ông cũng được xem là một trong những người có công giữ nghề truyền thống của làng gốm Bát Tràng.
Nghệ nhân Lê Khánh Ly cho biết: "Một trong những đặc điểm của gốm sứ Trần Độ là thể hiện những đường nét hoa văn gốm Trần, nâu Trần. Tất cả những họa tiết đưa vào đều là dựa trên những tư liệu của các viện bảo tàng cho nên có thể thấy phảng phất trong gốm Trần Độ một cái gì đó cổ kính, phục cổ. Nghệ nhân đã thể hiện rất rõ nét gốm sứ hoa nâu một thời."
Chủ tịch Hội Gốm sứ Bát Tràng Lê Xuân Phô đã nhận xét nghệ nhân Trần Văn Độ: "Trần Văn Độ là một nghệ nhân gốm sứ Hà Nội có nhiều thành tích đóng góp vào sự phát triển gốm sứ truyền thống Bát Tràng và đã được Trung ương, cũng như chính quyền thành phố thường xuyên quan tâm và giao nhiệm vụ thực hiện các sản phẩm gốm phục vụ công tác đối ngoại".